# Sarzal
Sarzal (persiska: سرزل) är en ort i Iran.   Den ligger i provinsen Kermanshah, i den västra delen av landet, 500 km sydväst om huvudstaden Teheran. Sarzal ligger 1 170 meter över havet och antalet invånare är 162.
Terrängen runt Sarzal är huvudsakligen kuperad, men åt sydost är den platt.Runt Sarzal är det ganska tätbefolkat, med 52 invånare per kvadratkilometer. Närmaste större samhälle är Shāhzādeh Moḩammad, 20,0 km sydost om Sarzal. Omgivningarna runt Sarzal är i huvudsak ett öppet busklandskap.